# Nhạn bụng trắng
Nhạn bụng trắng hay nhạn nhà (danh pháp hai phần: Hirundo rustica) là một loài chim, là loài chim nhạn phân bố rộng rãi nhất thế giới. Loài này được tìm thấy ở châu Âu, châu Á, châu Phi và châu Mỹ. Có 6 phân loài nhạn trắng được công nhận, sinh sản trên Bắc bán cầu. Bốn phân loài là những phân loài di cư, và những nơi trú ẩn của chúng trong mùa đông bao phủ của Nam bán cầu phía nam cũng như trung bộ Argentina, tỉnh Cape của Nam Phi, và miền bắc Australia.
Phạm vi rộng lớn của nó có nghĩa là loài nhạn bụng trắng không bị đe dọa, mặc dù có thể là số lượng quần thể địa phương giảm sút do các mối đe dọa cụ thể, chẳng hạn như xây dựng một sân bay quốc tế gần Durban. Nhạn bụng trắng là loài chim sống ở xứ mở mở mà thường sử dụng cấu trúc nhân tạo để sinh sản và do đó đã lan truyền với sự mở rộng của con người. Nó xây dựng một tổ hình chiếc tách từ bột viên bùn trong nhà kho hoặc cấu trúc tương tự và ăn côn trùng bị bắt trong khi bay.
Loài nhạn này sống gắn liền với con người, và thói quen ăn côn trùng của nó có nghĩa là nó được dung nạp người đàn ông này chấp nhận là tăng cường trong quá khứ bởi mê tín dị đoan về loài chim này và tổ của nó. Có các đề tài thường xuyên về nhạn bụng trắng trong tác phẩm văn học và tôn giáo do nó sinh sống cả ở gần với con người và tính di cư hàng năm của nó. Nhạn bụng trắng là chim biểu tượng quốc gia (Quốc điểu) của Áo và Estonia.

## Tham khảo

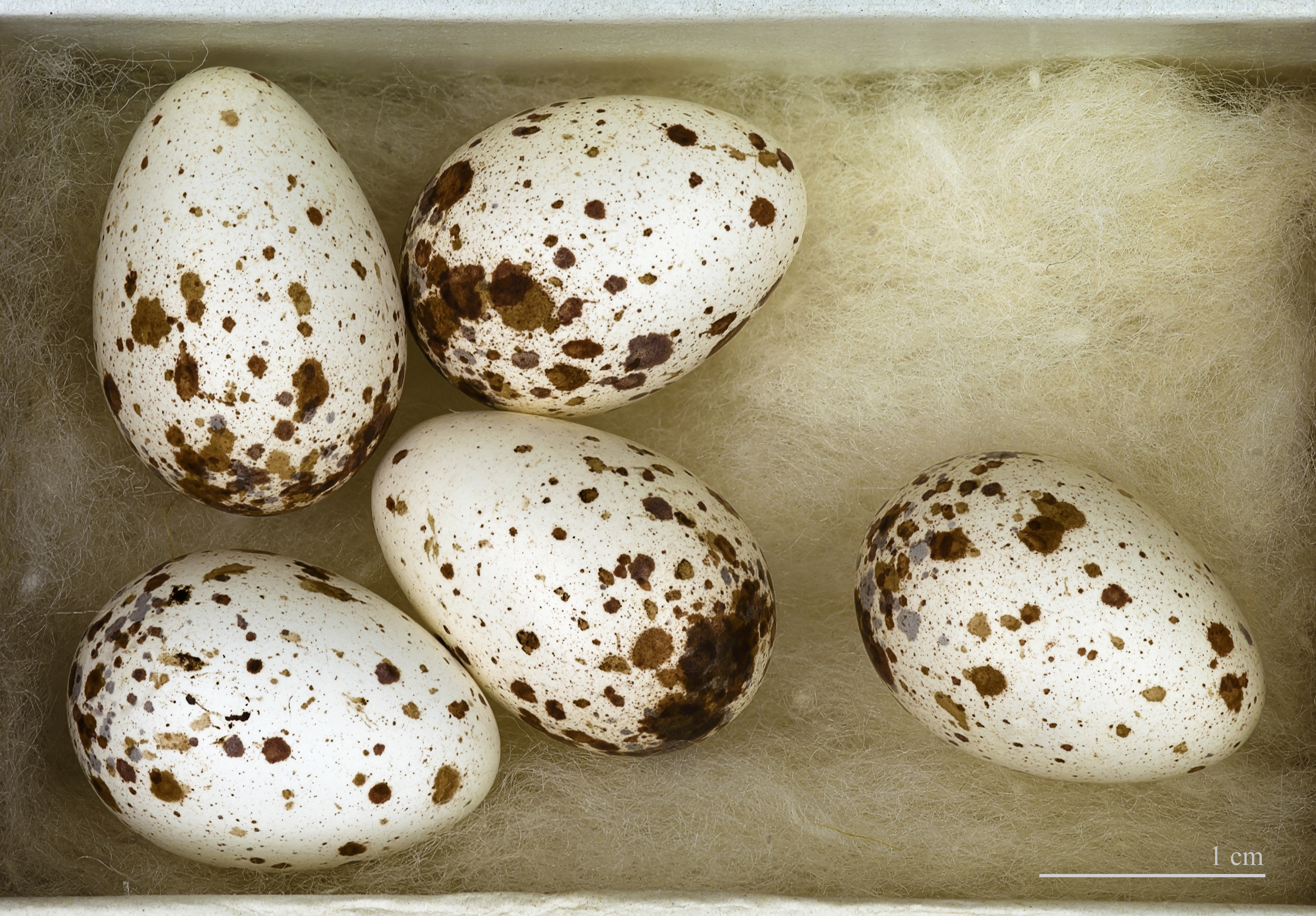
Hirundo rustica